# 调风镇
调风镇，是中华人民共和国广东省湛江市雷州市下辖的一个乡镇级行政单位。

## 行政区划
调风镇下辖以下地区：
大湖社区、下市桥社区、调风村、企树村、禄切村、里仁村、草朗村、水尾村、课堂村、卜昌村、坎园村、后降村、坑尾村、东平村、林宅村、调铭村、赤尾村、横山村、官昌村和井仔村。

## 中国传统村落
2013年8月，调铭村被评为第二批中国传统村落。